# HeroQuest (Rollenspiel)
HeroQuest ist ein Pen-&-Paper-Rollenspiel der Firma Issaries, Inc., das 2003 veröffentlicht wurde. Es spielt in der fiktiven Welt Glorantha. Seit 2006 besitzt MoonDesign Publications die exklusive Lizenz für HeroQuest.
HeroQuest basiert auf der von Greg Stafford erdachten Welt Glorantha. Es ist der aktuelle Stand eines 1975 begonnenen Entwicklungsprozesses von Glorantha-Spielen, der von Greg Stafford und den Glorantha-Fans vorangetrieben wird. Bekanntestes Ergebnis dieses Prozesses ist das Rollenspiel RuneQuest, das auch in Deutschland erschienen ist. 2005 erwarb Mongoose Publishing die Lizenz für RuneQuest, so dass bis dato zwei Glorantha-Rollenspiele existieren.

## Spielkonzept
HeroQuest wurde von Spieledesigner Robin Laws entwickelt, um die reichhaltige Mythologie Gloranthas zu erleben. Die Spielregeln unterstützen daher gezielt das Erleben des Spiels im Rahmen einer dramatischen Erzählung. Sie erlauben dem Spielleiter und den Spielern, gezielt die (erzähltheoretische) Dauer des Spiels anzupassen und einen Spannungsbogen zu erzeugen. Dies wird u. a. durch eine Abstraktion bereits bekannter Rollenspiel-Regeln erreicht: anstatt die narrativen Konflikte zu klassifizieren (z. B. bewaffnet, magisch etc.) und mit unterschiedlichen Regeln aufzulösen, existiert nur noch ein einzelner Mechanismus.
Mit HeroQuest und RuneQuest existieren parallel zwei Rollenspiele für Glorantha. Um Verwicklungen zu vermeiden, behandelt das Hintergrundmaterial der Spiele unterschiedliche Epochen Gloranthas. HeroQuest konzentriert sich auf das Zeitalter der Heldenkriege – auch das Dritte Zeitalter genannt – und RuneQuest auf das Zeitalter der Gottlerner – auch als Zweites Zeitalter bekannt.
Gleichzeitig ist eine HeroQuest (dt. Heldenqueste) auch ein weiterführendes Konzept des Spiels selbst. In einer HeroQuest interagieren die Spieler mit der mythischen Vergangenheit der fiktiven Kultur ihrer Charaktere. Dabei verlassen die Charaktere die sterbliche Welt und „betreten“ die Götterära Gloranthas. Dies erlaubt ihnen direkt mit ihren Göttern zu interagieren und unglaubliche Kräfte zu erlangen.

## Entwicklungsgeschichte
HeroQuest wurde das erste Mal im Jahre 1979 als RuneQuest-Nachfolger von Chaosium angekündigt. HeroQuest erschien jedoch nie und so ließ Greg Stafford den Anspruch auf den Markennamen verfallen. 1989 erwarb die Spielefirma Milton Bradley die Markenrechte. 1994 beendeten Chaosium und Avalon Hill ihre Zusammenarbeit an RuneQuest. Avalon Hill behielt die Rechte an RuneQuest und Greg Stafford die Rechte an Glorantha. 1997 verließ Greg Stafford seine Firma Chaosium und gründete Issaries Inc. um ein neues Glorantha-Rollenspiel zu entwickeln. Für den Entwurf der Spielregeln engagierte er Spieledesigner Robin D. Laws. Mit Hilfe von mehreren tausend Dollar Spenden der internationalen Fangemeinde erschien im Jahre 2000 HeroWars. Das knappe Budget erlaubte keine Überarbeitung des Materials und mit den Erlös aus den Verkäufen und Lizenzen wurde die Revision von HeroWars bezahlt. In der Zwischenzeit hatte Milton Bradley den Markennamen HeroQuest verfallen lassen und Greg Stafford erwarb ihn erneut. 2003 erschien HeroQuest.
Der deutsche Rollenspielverein RuneQuest Gesellschaft e.V. übersetzte den HeroQuest-Vorgänger HeroWars und das Glorantha-Buch ins Deutsche. Beide Bücher erschienen beim französischen Verlag MultiSim. Mit der Insolvenz von MultiSim 2001 blieben die Bücher verschollen. Seit 2005 ist die RuneQuest Gesellschaft e.V. jedoch im Besitz der Übersetzungen und vertreibt sie in Deutschland.

## Publikationen

### Grundregelwerke
- ISS1001 Robin D. Laws und Greg Stafford: Heroquest. Roleplaying in Glorantha. Issaries Inc., Concord CA 2003, ISBN 1-929052-12-X
- ISS1001H Robin D. Laws und Greg Stafford: Heroquest. Roleplaying in Glorantha. Issaries Inc., Concord CA 2003 (Limitierte Hardcoverauflage, keine ISBN)

### Spielhilfen
- ISS1002 Mark Galeotti and Greg Stafford: Hero's Book, Playing in the HeroWars. Issaries Inc., Concord CA 2003, ISBN 1-929052-13-8
- ISS1102 Greg Stafford and Peter Metcalfe: Glorantha, Introduction to the HeroWars. Issaries Inc., Concord CA 2001, ISBN 1-929052-02-2
- ISS1103 Jamie Revell and Greg Stafford:  Anaxial's Roster, Creatures of the Hero Wars. Issaries Inc., Concord CA 2000, ISBN 1-929052-07-3